# Red (песня Тейлор Свифт)
«Red» (в пер. с англ. Красное) — песня американской кантри-певицы Тейлор Свифт из её одноимённого четвёртого студийного альбома. 2 октября 2012 года состоялся релиз композиции в качестве промозаписи в США; 21 июня 2013 песня выпущена пятым коммерческим синглом с альбома Red. Трек дебютировал на высшей позиции чарта Hot Digital Songs, а в хит-параде Billboard Hot 100 сингл разместился на 6 строчке. «Red» также был зарегистрирован в Hot Country Songs и в чартах других стран.

## Информация о песне
Тейлор Свифт анонсировала «Red» 1 октября 2012 года на телешоу Good Morning America канала АВС. 7 октября 2012 года в прямом эфире BBC Radio 1 на вручении «Teen Awards» певица впервые исполнила композицию. Как объяснила Свифт, название и смысл песни отражает её эмоциональное состояние, тем самым охватывая всю лирическую концепцию альбома Red. «Я написала эту песню о вещах, которые просто невозможно забыть, потому что эмоции, связанные с ними слишком интенсивные для меня, интенсивная эмоция красная» — заявила певица. В интервью журналу Billboard Свифт также уточнила, что во время записи альбома, «Red» стала «по-настоящему переломной» песней.
«Red» представляет собой кантри-композицию с некоторыми музыкальными компонентами софт- и поп-рока. Она исполнена в тональности ми мажор с темпом приблизительно в 125 ударов в минуту. В свою очередь, вокал Свифт в треке находится в диапазоне от F♯3 к C♯5.
6 ноября 2013 года Тейлор Свифт исполняла «Red» на церемонии вручения «Country Music Association Awards» совместно с Элисон Краусс, Эдгаром Мейером, Эриком Даркеном, Сэмом Бушем и Винсом Гиллом. Днём позже эта версия песни была доступна для цифровой загрузки.

### Видеоклип
Музыкальное видео к «Red» снял Кенни Джексон. Клип впервые был представлен 3 июля 2013 года. Сам видеоряд смонтирован из кадров концертных выступлений Тейлор Свифт тура Red Tour. В соответствии с текстом песни в клипе преобладает красный цвет. В 2014 году видеоклип был номинирован на премию «CMT Music Awards» в категории «Видео года», однако награду не получил.

### Реакция общественности
Композиция, в целом, была одобрительно встречена музыкальными экспертами и обозревателями. Один из самых лестных отзывов оставил редактор Taste of Country Билли Дюкс. Он оценил «Red» в 4.5 звезды из возможных 5, назвав трек лучшей песней альбома. Редакция Rolling Stone выделила звучание банджо и гитары, охарактеризовав композицию, как «простую», но в то же время «эффектную». В обзорах от E! Online и Music City Post в песне были отмечены мелодичность и чувственная лирика.
Неоднозначное мнение высказал Марк Хоган из журнала Spin. Критик посчитал, что Тейлор Свифт взяла на себя неподходящую для неё роль «глянцевого софт-рокера». Схожую точку зрения изложил и Грейди Смит, редактор Entertainment Weekly. Смит был убеждён, что треку не хватает страсти и сексуальности. Тем не менее, подводя итог рецензии журналист написал: «Это не значит, что эта песня плохая, быть может она просто не вызвала у меня в восторга».

## Список композиций
1) «Red» — Промо-CD, цифровая дистрибуция
1. «Red» — 3:43

2) «Red (2013 CMA Awards Performance)» — цифровая дистрибуция
1. «Red (2013 CMA Awards Performance) [при участии Элисон Краусс, Эдгара Мейера, Эрика Даркена, Сэма Буша и Винса Гилла]» — 3:51

## Участники записи
- Тейлор Свифт — вокал, продюсирование
- Дэнн Хафф, Том Буковац — электрогитара
- Джимми Слоас — бас-гитара
- Илья Тошинский, Нэтан Чапман — банджо, акустическая гитара
- Пол Франклин — стил-гитара
- Джонатан Юдкин — виолончель, скрипка
- Чарли Джедж — пианино, синтезатор
- Аарон Стерлинг — барабаны
- Джастин Нибанк — сведение
- Дрю Боллман — ассистент
- Хэнк Уильямс — мастеринг

## Позиции в чартах и сертификации
| Чарт (2012—2013)                    | Высшая позиция |
| ----------------------------------- | -------------- |
| Австралия (ARIA)                    | 30             |
| Канада (Billboard Canadian Hot 100) | 5              |
| Канада (Billboard Country)          | 17             |
| Шотландия (Scottish Singles Chart)  | 22             |
| Франция (SNEP)                      | 103            |
| Ирландия (IRMA)                     | 25             |
| Новая Зеландия (Recorded Music NZ)  | 14             |
| Испания (PROMUSICAE)                | 46             |
| Великобритания (OCC UK Singles)     | 26             |
| США (Billboard Hot 100)             | 6              |
| США (Billboard Hot Country Songs)   | 2              |
| США (Billboard Country Airplay)     | 7              |

| Чарт (2013)                       | Позиция |
| --------------------------------- | ------- |
| США Hot Country Songs (Billboard) | 14      |
| США Country Airplay (Billboard)   | 23      |

| Регион | Сертификация | Продажи   |
| --- | ------------ | --------- |
| Австралия (ARIA) | Золотой      | 35 000^   |
| США (RIAA) | Платиновый   | 1,400,000 |
| * Данные о продажах приведены только на основе сертификации. ^ Данные о тиражах приведены только на основе сертификации. |              |           |

## Red (Taylor’s Version)
6 августа 2021 года Свифт объявила, что перезаписанная версия «Red» под названием «Red (Taylor’s Version)» будет включена в качестве второго трека в её второй перезаписанный альбом с таким же названием, который выйдет 19 ноября 2021 года на Republic Records.
Свифт опубликовала официальный трек-лист альбома 6 августа 2021 года.